# Pulaski (línea Verde)
Pulaski es una estación en la línea Verde del Metro de Chicago. La estación se encuentra localizada en 4000 West Lake Street en Chicago, Illinois. La estación Pulaski fue inaugurada en marzo de 1894.  La Autoridad de Tránsito de Chicago es la encargada por el mantenimiento y administración de la estación. La estación se encuentra entre la intersección de Lake Street y Pulaski Road en el barrio West Garfield Park en Chicago.

## Descripción
La estación Pulaski cuenta con 1 plataforma central y 2 vías. 

## Conexiones
La estación es abastecida por las siguientes conexiones: 
- Rutas del CTA Buses: #53 Pulaski